# Kazuya Matsuda
Kazuya Matsuda (jap. 松田 和也, Matsuda Kazuya; * 23. August 1973 in der Präfektur Osaka) ist ein ehemaliger japanischer Fußballspieler.

## Karriere
Seinen ersten Vertrag unterschrieb er 1993 bei Gamba Osaka. Der Verein spielte in der höchsten Liga des Landes, der J1 League. Für den Verein absolvierte er 13 Erstligaspiele. Danach spielte er bei Albirex Niigata (1996–1997) und Sagawa Express Osaka (1998). Ende 1998 beendete er seine Karriere als Fußballspieler.